# Tatocnemis robinsoni
Tatocnemis robinsoni är en trollsländeart som beskrevs av Schmidt 1951. Tatocnemis robinsoni ingår i släktet Tatocnemis och familjen Megapodagrionidae. Inga underarter finns listade i Catalogue of Life.